# 定位放射線治療
定位放射線治療(stereotactic radiotherapy: SRT)は、電離放射線を用いて悪性疾患および一部の良性疾患を治療する放射線治療のうち特殊な治療法をいい、俗に「ピンポイント照射」などと称される。一回照射で治療が完結するものを、定位手術的照射(stereotactic radiosurgery: SRS)、分割照射の場合を定位放射線治療(stereotactic radiotherapy: SRT)と区別する際には、総称として定位放射線照射(stereotactic irradiation: STI)と呼ばれる。

## 歴史
定位放射線治療の歴史は、1968年にLeksellらによってガンマナイフが開発されたことに端を発する。201個のCo60線源が半円球状かつ同心円状に配置され、それぞれから放出されたγ線がちょうどその中心に収束するよう設計されており、中心部の組織に高線量が照射され、辺縁における線量勾配が急峻であるという特性を持っており、後述の専用フレームにより極めて高い精度を保持する治療機であった。こうした特性から、頭蓋内病変に対し、一回大線量で治療を行なって、その名の通りナイフで切り取るかのような治療効果をあげた。
その後も、頭蓋内病変は生理的移動が少なく、また周囲の神経組織の耐用線量が高いことも相俟って、直線加速器（リニアック）による頭蓋内病変を対象とした照射法がいくつか開発された。ノンコプラナビームを用いて多方向から照射することによる線量集中および周囲正常組織に対する急峻な線量減衰を特徴とする点は、ガンマナイフと同じであるが、Co60に比べてエネルギーの高いX線を用い、また半影が小さいことから、ガンマナイフよりも有利な特徴を持つものもある。
また、サイバーナイフのように、照射中心（アイソセンター）の概念を持たず、6自由度を持つロボットアームの先に取り付けたリニアックを用いあらゆる方向から照射を行ない、凹型状など任意の形状に対しても線量集中性が高く、線量均一性の良い照射を実現する治療装置も開発された。また、サイバーナイフでは、患者が治療中に動いても自動的に追尾して照射するため、固定フレームを必要とせず、シェル固定のみで十分である。
以上のように、頭蓋内病変を対象として発展を遂げてきた定位放射線治療であったが、1990年代に入り、スウェーデンのカロリンスカ病院で体幹部病変に対する定位照射が産声を上げた。その後まもなく、日本でも体幹部定位照射の臨床応用が始まり、現在に至るまで物理学の進歩と歩調を合わせ、発展を遂げてきた。
しかしながら、特殊な治療法であるため実施できる施設が限られている。

## 定義
頭蓋内・頭頸部では 2mm、体幹部では 5mm の位置精度が求められる。これは治療計画時の照射中心に対する、毎回の治療時の照射中心のずれが、前述の範囲内に収まっていることを意味する。

## 運用

### 治療計画
- 通常CTの画像を基本として治療計画が行なわれる。
- 頭蓋内病変の治療機では、全ての組織を水等価物質として扱い単純な線量分布計算アルゴリズムを用いた計画装置もあり、実際に運用して問題が起きることもなかった。しかし、定位照射の適応が体幹部へ広がり、肺内病変などでは、不均質補正の有無により、MU が増減する、また、従来使用されてきたクラークソン法と現在主流になりつつあるSuperposition 法（あるいは Monte Carlo 法）とでは、同一の照射でも肺の線量計算結果が異なる、といった問題が起こり、投与線量・線量制約を考慮・策定する上で懸案となっている。
- 腫瘍などの標的の輪郭決定において、従来よりもより高い精度が求められる。このため、必要に応じて、基本となるCT画像にMRIやPETの画像を重ね合わせて（フュージョンして）、輪郭決定を行なう。画像を重ね合わせる精度が重要になることは言うまでもないが、MRIでは画像のゆがみやシフト、PETでは陽電子の飛呈やカウントリカバリーなどを考慮に入れた上で、輪郭の描画を行なう必要がある。また、呼吸などの生理的な運動を伴う標的の輪郭決定は 4D-CT などを用いて行なうか、あるいは迎撃照射など照射法に応じた輪郭描記を行なう。
- 通常の治療計画であれば、ビームの設定をフォワードプラニングで行なう。危険臓器の線量制約を満たし、標的に十分な線量が照射されるようにビームを設定する。対して、サイバーナイフやトモセラピーでは、ビームの設定をインバースプラニングで行なう。あらかじめ標的への最小線量、危険臓器の最大線量を入力しておき、無数のビーム方向とビーム強度の最適化計算をさせる。サイバーナイフでは、Simplex linear programming 法が用いられ、計算機が導出した結果に対して、手動で微調整を加えることが可能である（線量の安定しない低 MU のビームを削る、など）。

### 線量分割
定義上、精度さえ保たれていれば、一回あたりの線量が 1.8 - 2Gy 程度の通常分割照射であっても定位放射線治療であるが、歴史的背景と定位放射線治療の線量分布上の利点から、単回照射にせよ分割照射にせよ多くの報告では一回あたり大線量が処方されている。
分割照射は有害事象を抑える目的でなされるが、その際、大きく分けて、二つの手法がとられている。一つは癌細胞より正常細胞の方が放射線による障害から回復しやすいという生物学的特性による副作用低減を期待して、通常照射のように連日照射を行なうものである。そして、もう一つは初回照射による癌組織の容積減少（debulking）を期待し、次回の照射体積を小さくすることによる障害の低減を狙って、ある程度の期間を空けて二期的に照射するものである。
実際、悪性腫瘍の再発時の再照射などにおいては一回大線量よりも通常分割照射の方が有害事象が少ないとの報告もあり、患者の病態を考慮した上で、線量分割は医師の裁量にゆだねられる。

### 精度管理
治療に際し、精度の高い照射を正確に実施できているかの管理が必要である。照射毎のずれは、X線などを用いて動きの少ない椎体などの骨格を撮影し、これを基準として計測することが多いが、腫瘍がX線などで可視化できる場合は腫瘍影で計測することもある。また、照射精度を上げるため、腫瘍近傍に金属マーカーを刺入し、これを利用して計測する試みも広くなされている。
また、ガンマナイフでは治療計画用の画像（CT/MRIなど）の取得前に頭部固定フレーム（Leksell stereotactic frame）を装着し、これを利用して治療時の患者の（治療装置に対する）位置合わせを行なうことから、治療前に改めて照射中心のずれを計測する必要がなく、0.1mmの機械精度を持っている。

## 適応
代表的なものを列挙するが、施設により適応としている疾患は異なる。また、保険適用でないものもある。

### 頭蓋内・頭頸部
- 転移性脳腫瘍
- 髄膜腫
- AVM（脳動静脈奇形）
- 三叉神経痛
- 聴神経腫瘍
- 下垂体腺腫
- てんかん
- 多くの頭頸部腫瘍

### 体幹部
- 原発性肺癌
- 転移性肺癌
- 原発性肝癌  肝癌には肝細胞癌や肝内胆管癌などがあるが、肝細胞癌について述べると、肝ドーム直下で、栄養血管 feeding artery を横隔膜から引っ張り、肝ダイナミックCTの動脈相で造影されない（MRIでしか確認できない）病変は、IVR による治療が困難なことがあり、こうした際に定位放射線治療を組み合わせることがある。
- 転移性肝癌
- 脊髄動静脈奇形
- 転移病巣のない前立腺癌
- 原発性腎癌
- 膵癌
- 転移性脊椎腫瘍（直径5cm以下）
- 5個以内のオリゴ転移

## 保険収載
体幹部定位放射線治療は平成16年度から保険収載され、治療計画から全治療を含んで 63,000 点が診療報酬とされている。ただし、ガンマナイフは 50,000 点とされている。

### 保険適用疾患
以下の疾患が保険適応となっている。
- 頭頸部

頭頸部腫瘍（頭蓋内腫瘍を含む）及び脳動静脈奇形
- 体幹部

原発病巣の直径が5 cm以内で転移病巣のない原発性肺癌・原発性肝癌・原発性腎癌、および3個以内で他病巣のない転移性肺癌または転移性肝癌、転移病巣のない前立腺癌または膵癌、直径が5 cm以内の転移性脊椎腫瘍、5個以内のオリゴ転移及び脊髄動静脈奇形（頸部脊髄動静脈奇形を含む）

### 施設基準
放射線治療を専ら担当する常勤の医師（放射線治療の経験を5年以上有するものに限る。）、放射線治療を専ら担当する診療放射線技師（放射線治療の経験を5年以上有するものに限る。）、および放射線治療に関する機器の精度管理・照射計画の検証・照射計画の補助作業などを専ら担当する者（診療放射線技師、その他の技術者など）、がそれぞれ1名以上いること。